# سعيد خوري
سعيد خوري (ولد سنة 1923 في مدينة صفد - توفى في 15 أكتوبر 2014 في أثينا) كان رجل أعمال وملياردير فلسطيني من الطائفة المسيحية الأرثوذكسية. قدَّرت مجلة فوربس ثروته بنحو 1.2 مليار دولار في عام 2013.
هاجر سنة 1948 إلى لبنان، وأسس فيها بعام 1952 مع حسيب الصباغ وكامل عبد الرحمن شركة اتحاد المقاولين. له عدة نشاطات داعمة للمجتمع والاقتصاد الفلسطيني.

## حياته ومسيرته
ولد سعيد خوري في عام 1923 في صفد في فلسطين. بعد ذهابه إلى المدرسة في حيفا. في عام 1948 ذهب إلى لبنان للدراسة في الجامعة الأميركية في بيروت والتي كان قد التحق بها صهره حسيب الصباغ. تخرج كلاهما من كلية الهندسة، وبعد العودة إلى فلسطين، عملا على إنشاء شركة بناء صغيرة، والتي تحولت في عام 1950 إلى شركة اتحاد المقاولين (C.C.C.) والتي أسسها كل من سعيد خوري وحسيب صباغ وستة رجال أعمال من لبنان وسوريا. وفي البداية كان مقر الشركة في حمص في سوريا، ثم نُقل المقر إلى بيروت وأصبح حسيب صباغ وسعيد خوري وكامل عبد الرحمن هم ملّاك الشركة الوحيدين. وفي السنوات اللاحقة بدأت الشركة في الحصول على عقود لبناء خطوط أنابيب في دول عربية مختلفة، لتتّسع بعدها نشاطات الشركة لتشمل قطاع النفط والخدمات النفطية والصناعات الثقيلة والبنى التحتية. وفي عام 2013 وصلت عوائد الشركة إلى 5.3 مليار دولار، ووصل عدد موظفي الشركة إلى أكثر من 130 ألف موظف، مع مشاريع ومكاتب في أكثر من أربعين دولة.

## التكريمات
حصل سعيد خوري على عدد كبير من الأوسمة والجوائز على مدار مسيرته العملية، مثل الحكومة اللبنانية التي قلّدته وسام الاستحقاق من الدرجة الأولى أكثر من مرة، كما أعطته روسيا وسام بطرس الأكبر من الدرجة الأولى. ومنحته جامعة بيرزيت في فلسطين درجة الدكتوراه الفخرية في عام 2010. كما أطلق اسمه على جائزة حسيب الصباغ وسعيد خوري للهندسة التي تمنحها السلطة الفلسطينية إلى المشاريع الإنشائية الرائدة في فلسطين.
وفي 20 آب/أغسطس 2022، قام الرئيس الفلسطيني محمود عباس بوضع حجر الأساس لمبنى "سعيد خوري للاستدامة"، وجاء ذلك في حضور عدد من أعضاء القيادة الفلسطينية والمجتمع المدني والقطاع الخاص، وأعرب الرئيس الفلسطيني عن اعتزازه بحضور المراسم وأثنى على الفقيد الراحل في عطائه ونُبله ووطنيته مشددًا على تخليد ذكراه.

## وفاته
توفى سعيد خوري فجر الخميس الموافق 15 أكتوبر (تشرين الأول) 2014 في العاصمة اليونانية أثينا.